# Vela nos Jogos Paralímpicos de Verão de 2012
As competições de vela nos Jogos Paralímpicos de Verão de 2012 foram disputadas entre os dias 1 e 5 de setembro em Weymouth e na Ilha de Portland, a 200 quilômetros de Londres.
Competem atletas com alguma deficiência visual ou locomotora. Os atletas recebem uma pontuação de 1 a 7 de acordo com a severidade de sua deficiência. Todos os eventos são mistos, com homens e mulheres competindo juntos. Três tipos de barco são utilizados:
2.4mR: Velejadores que possuam alguma deficiência mínima podem competir nesta classe, com um velejador por barco;
SKUD 18: Velejadores com paraplegia competem nesta classe. O barco é conduzido por dois velejadores, sendo no mínimo uma mulher. O outro velejador deve ter uma deficiência severa, com pontuação 1 ou 2;
Sonar: Velejadores com diferentes tipos de deficiência competem nesta classe, com os barcos sendo conduzido por três pessoas. A soma da pontuação dos três atletas não devem ultrapassar 14 pontos.

## Calendário
| Agosto/setembro | 29 | 30 | 31 | 1 | 2 | 3 | 4 | 5 | 6 | 7 | 8 | 9 |
| --------------- | -- | -- | -- | - | - | - | - | - | - | - | - | - |
| Vela            |    |    |    |   |   |   |   | 3 | C |   |   |   |

|  | Dia de competição |  | Dia de final |

As finais da vela deveriam ser disputadas no dia 6 de setembro. No entanto, devido a ausência de ventos as regatas foram canceladas. Os resultados obtidos até o dia 5 de setembro contaram para o resultado final.

## Quadro de Medalhas
| Evento           | Ouro                                                           | Prata                                                 | Bronze                                                                 |
| ---------------- | -------------------------------------------------------------- | ----------------------------------------------------- | ---------------------------------------------------------------------- |
| 2.4mR detalhes   | Helena Lucas GBR Grã-Bretanha                                  | Jeiko Kröger GER Alemanha                             | Thierry Schmitter NED Países Baixos                                    |
| SKUD 18 detalhes | Dan Fitzgibbon Liesl Tesch AUS Austrália                       | Jean-Paul Creignou Jennifer French USA Estados Unidos | Alexandra Rickham Niki Birrell GBR Grã-Bretanha                        |
| Sonar detalhes   | Mischa Rossen Marcel van de Veen Udo Hessels NED Países Baixos | Jens Kroker Robert Prem Siegmund Mainka GER Alemanha  | Aleksander Wang-Hansen Marie Solberg Per Eugen Kristiansen NOR Noruega |

## Quadro de medalhas
| Ordem | País               | Medalha de ouro | Medalha de prata | Medalha de bronze |   |
| ----- | ------------------ | --------------- | ---------------- | ----------------- | - |
| 1     | GBR Grã-Bretanha   | 1               |                  | 1                 | 2 |
| 1     | NED Países Baixos  | 1               |                  | 1                 | 2 |
| 3     | AUS Austrália      | 1               |                  |                   | 1 |
| 4     | GER Alemanha       |                 | 2                |                   | 2 |
| 5     | USA Estados Unidos |                 | 1                |                   | 1 |
| 6     | NOR Noruega        |                 |                  | 1                 | 1 |
| TOTAL | TOTAL              | 3               | 3                | 3                 | 9 |